# Franco Giongo
Franco Giongo (Bologna, 27 luglio 1891 – 28 dicembre 1981) è stato un velocista italiano, undici volte campione nazionale assoluto a livello individuale.

## Biografia
All'inizi del XX secolo, dominò la scena a livello nazionale negli anni 1910, dai 100 m ai 400 m, conquistandosi la partecipazione in quella che rimase la sua unica presenza nella Nazionale di atletica leggera dell'Italia, ai Giochi olimpici estivi di Stoccolma 1912, ove competé nelle sue tre specialità.
Una dei suoi nipoti è la giornalista e scrittrice italiana Maria Cristina Giongo.

## Palmarès
| Anno | Manifestazione  | Sede      | Evento          | Risultato    | Prestazione | Note  |
| ---- | --------------- | --------- | --------------- | ------------ | ----------- | ----- |
| 1912 | Giochi olimpici | Stoccolma | 100 metri piani | elim. semif. | -           | [ 2 ] |
| 1912 | Giochi olimpici | Stoccolma | 200 metri piani | elim. semif. | -           | [ 2 ] |
| 1912 | Giochi olimpici | Stoccolma | 400 metri piani | elim. batt.  | -           | [ 2 ] |

## Campionati nazionali
- ai Campionati italiani assoluti di atletica leggera, 100 metri piani (1910, 1911, 1912, 1914, 1923)[3]
- ai Campionati italiani assoluti di atletica leggera, 200 metri piani (1914, 1923)[3]
- ai Campionati italiani assoluti di atletica leggera, 400 metri piani (1910, 1911, 1912, 1914)[3]